# 保羅·麥克基
保羅·麥克基（1996年11月19日—）是一位蘇格蘭職業足球選手，在場上的位置是中後衛。他現在效力於英格蘭足球冠軍聯賽球隊利茲聯足球俱樂部。他出生在格拉斯哥。2016年1月，麥克基從唐卡斯特流浪者轉會到利茲聯。

## 外部連結
- 足球数据库：Paul McKay的球员统计数据